# Träskesholmen (vid Bastö, Borgå)
Träskesholmen är en ö i Finland. Den ligger i Finska viken och i kommunen Borgå i landskapet Nyland, i den södra delen av landet. Ön ligger omkring 60 kilometer öster om Helsingfors.
Öns area är 2,2 hektar och dess största längd är 220 meter i sydöst-nordvästlig riktning.